# ライアー×ライアー
『ライアー×ライアー』は、金田一蓮十郎による日本の漫画作品。『デザート』（講談社）にて2010年4月号から2017年8月号まで不定期連載された。単行本は全10巻。2020年11月時点で累計発行部数は190万部を突破している。
2015年、第39回講談社漫画賞・少女部門にノミネートされる。
2021年に実写映画版が公開された。

## あらすじ
ちょっとした遊びのつもりで友達の高校の制服を着て渋谷に来た20歳の高槻湊は、義理の弟・透と遭遇。訝しむ透をよそに、別人だと主張するが、なぜか透に気に入られてしまったようで、湊はこれを機に透の女癖の悪さを直させようと考える。

## 登場人物
高槻 湊（たかつき みなと）
本作の主人公。20歳。大学生。童顔。小学生の頃に母親が再婚し、同い年の弟ができる。中学生の時、自宅で透と上級生の「情事のあと」を見て以来、潔癖症になった。掃除でストレス解消をする。
友人・真樹の高校時代の制服と鞄を借りて渋谷にいた時に、透と会ってしまい、赤の他人の「野口みな」を名乗る。透に告白され、彼の女癖の悪さを見込んで「セフレ全員と関係を切れたら」と条件を出したところ、彼が約束を果たしたために引くに引けなくなり付き合い始める。「みな」に向けられる透の想いの強さをひしひしと感じ、複雑な感情を抱く。
城巡りが好きで、大学では日本史研究同好会に入っている。
高槻 透（たかつき とおる）
親の再婚でできた、湊の同学年の義弟。イケメンで女子からも人気があり、経験豊富。
渋谷で義姉・湊が扮する、みなと出会い、何度か会った後に交際を申し込む。女癖が悪く、当初は付き合うとすぐに手を出していたが、みなに対しては慎重に接している。
野口 真樹（のぐち まき）
湊の大学の同級生。湊に高校時代の制服と鞄を貸し、今風のメイクを施した。湊のよき相談相手。
烏丸 真士（からすま しんじ）
湊が小学生の頃、同じ塾に通っていた男子。木造建築に興味があり、その派生で歴史サークルに所属する。他大学との交流会で湊と再会し、後に告白する。
塚口（つかぐち）
湊のサークルの先輩。戦国時代好き。みき（湊の更なる別名のキャラ）が塚口から相談を受けた時、湊に好意を寄せている事がわかる。
少々あまのじゃくなところがあるが、新しくサークルに加わった透に友達がいないと知り、その後の飲み会では進んで友達になるなど、思いやりのある一面も見られる。
中崎（なかざき）
湊のサークルの同期。ニックネームは「ナカさん」。よく語尾に「〜」をつける。
戦国コスプレ好きで、よくサークルのメンバーをコスプレをさせコスプレイベントに参加させている。しかし「コスプレをしない人は一緒に行ってあげない」等のこだわりもある。趣味に没頭しているため彼氏は居ない。毎年バレンタインの季節になると盛り上がっている。
周（あまね）
湊のサークルの先輩。ショートヘアで美形。中学生のとき、バレンタインで他校の女子からもチョコレートを貰うほどのイケメン。コスプレイベントで男装のコスプレをしたときは、もみくちゃ状態になる。
4巻で、湊や中崎からはたまに「生まれてきてくれてありがとうございます」と思われている事がわかる。
透がサークルに加入したときの飲み会で、彼を見た時は噂のことで怪訝な顔をしたが、湊の義弟であると知った後はそうした態度はとらなくなる。
川西（かわにし）
湊のサークルの先輩で会長。仏像好き。髪は丸刈りで肥満体型。眼鏡をかけている(キャラクタデザイン的には、眼鏡の奥の目は描かれていない)。
透が大学で友達が少ないことを湊から聞き、透をサークルに加入させることを勧める。
留年した際に体調を崩し痩せてイケメンになったが、正月で餅を食べ過ぎたため元の体型に戻ってしまった。

## 書誌情報
- 金田一蓮十郎 『ライアー×ライアー』 講談社〈デザートKC〉、全10巻
  1. 2010年11月25日発売[6]、ISBN 978-4-06-365629-9
  2. 2011年07月25日発売[7]、ISBN 978-4-06-365656-5
  3. 2012年03月24日発売[8]、ISBN 978-4-06-365687-9
  4. 2013年02月13日発売[9]、ISBN 978-4-06-365722-7（ドラマCD付き特装版 ISBN 978-4-06-358433-2）
  5. 2013年12月13日発売[10]、ISBN 978-4-06-365752-4（ドラマCD付き特装版 ISBN 978-4-06-358471-4）
  6. 2014年08月12日発売[11]、ISBN 978-4-06-365781-4
  7. 2015年05月13日発売[12]、ISBN 978-4-06-365814-9
  8. 2016年02月12日発売[13]、ISBN 978-4-06-365851-4
  9. 2016年11月11日発売[14]、ISBN 978-4-06-365885-9
  10. 2017年09月13日発売[15]、ISBN 978-4-06-365931-3
  11. 2021年2月19日発売 - 電子書籍限定[16]。『デザート』2021年3月号に掲載された特別番外編のみ収録。

### 小説
- 原作：金田一蓮十郎・脚本：徳永友一・著：有沢ゆう希『小説 ライアー×ライアー』講談社〈講談社文庫〉、2021年1月15日発売[17]、ISBN 978-4-06-522229-4 - 映画ノベライズ。
- 原作：金田一蓮十郎・脚本：徳永友一・著：時海結以『小説 ライアー×ライアー 映画ノベライズ』講談社〈青い鳥文庫〉、2021年2月10日発売[18]、ISBN 978-4-06-522205-8 - 児童向け映画ノベライズ。

## ドラマCD
単行本4巻および5巻に付属。

### キャスト
- 高槻湊 - 寿美菜子
- 高槻透 - 内山昂輝
- 野口真樹 - 高垣彩陽
- 烏丸真士 - 宮野真守
- 塚口 - 松岡禎丞
- 周 - 皆川純子
- ナカ - 阿澄佳奈
- 川西 - 石田彰
- サスケ - 岩田光央
- 中津 - 興津和幸
- 吉井 - 村田太志
- 母 - 甲斐田ゆき

## 実写映画
2021年2月19日に公開。監督は耶雲哉治、主演は松村北斗（SixTONES）と森七菜。

### キャスト（実写映画）
- 高槻透：松村北斗（SixTONES）
- 高槻湊：森七菜
- 烏丸真士：小関裕太[22]
- 野口真樹：堀田真由[22]
- 桂孝昭：七五三掛龍也（Travis Japan / ジャニーズJr.）
- 川西純太：板橋駿谷
- 高槻紀行：竹井亮介
- 高槻ひとみ：相田翔子

### スタッフ（実写映画）
- 原作：金田一蓮十郎『ライアー×ライアー』（講談社「KCデザート」刊）
- 監督：耶雲哉治
- 脚本：徳永友一
- 音楽：遠藤浩二
- 主題歌：SixTONES「僕が僕じゃないみたいだ」（ソニー・ミュージックレーベルズ）
- エグゼクティブプロデューサー：豊島雅郎
- プロデューサー：田辺圭吾、明石直弓
- ラインプロデューサー：中島勇樹
- 撮影：豊納正俊
- 照明：小林暁
- 録音：竹内久史
- 装飾：佐藤希
- スタイリスト：里山拓斗
- ヘアメイク：千葉友子
- 編集：武田晃
- VFXプロデューサー：赤羽智史
- スクリプター：村松愛香
- 助監督：吉田和弘
- 制作担当：大熊敏之
- 配給：アスミック・エース
- 制作プロダクション：アスミック・エース、ROBOT
- 製作：『ライアー×ライアー』製作委員会（アスミック・エース、ジェイ・ストーム、ソニー・ミュージックミュージックエンタテインメント、講談社、ジェイアール東日本企画、TCエンタテインメント、日本出版販売、ROBOT）